# Amandla! Mandela
Amandla! Mandela is een musical over het leven van Nelson Mandela. De musical ging op 29 oktober 2009 in Theater Carré te Amsterdam in première en was tot en met 31 maart 2010 te zien in de Nederlandse theaters. De musical is een productie van Bos Theaterproducties. In 2016 werd er een vernieuwde versie van Amdandla! Mandela op de planken gebracht.

## Verhaal
Amandla! Mandela vertelt het verhaal van Nelson Mandela, van een klein jongetje tot aan het moment dat hij na jarenlange gevangenschap tot president van Zuid-Afrika wordt benoemd. 

## Amandla! Mandela 2009/2010

### Cast 2009/2010
| Rol                             | Acteur            |
| ------------------------------- | ----------------- |
| Nelson Mandela                  | Kenneth Herdigein |
| Winnie Mandela                  | Sophia Wezer      |
| De Klerk/Botha/De Wet           | Peter Bolhuis     |
| Chief Jongintaba/Sisulu/Tutu    | Felix Burleson    |
| Oliver Tambo/Krijger            | Raymi Sambo       |
| George Bizos/Slovo/Kodesh       | Wil van der Meer  |
| Student/Hoofdbewaker/Politieman | Marcel Jonker     |
| Justice/Kathadra/Steve Biko     | Jeremy Sno        |
| Zindzi                          | Noah Blindenburg  |
| Zenani                          | Anna van Ruiten   |

Ensemble: Sander Eckhardt, Andisiwe Mbunje en zangroep Khayelitsha United Mambazo.

### Creatives 2009/2010
- Regie en tekst: Koen van Dijk
- Muziek: Frank f. Uyttebroeck
- Decorontwerp: Eric Goossens
- Lichtontwerp: Coen van der Hoeven
- Kostuumontwerp: Maya Schröder
- Choreografie: Caroline Canters
- Kinderregisseur/-muzikaalleider: Syd Horster

## Amandla! Mandela 2016
Na het succes in het theaterseizoen 2009/2010 kwam er in 2016 een vernieuwde versie van de musical, ook weer geproduceerd door Bos Theater Producties. De musical gaat op 28 februari 2016 in première en was tot en met 24 april 2016 te zien in het DeLaMar Theater in Amsterdam. 

### Cast 2016
| Rol              | Acteur               |
| ---------------- | -------------------- |
| Nelson Mandela   | Kenneth Herdigein    |
| Winnie Mandela   | Joanne Telesford     |
| "De witte man"   | Peter Bolhuis        |
| Chief Jongintaba | Mike Ho Sam Sooi     |
| Oliver Tambo     | Werner Kolf          |
| George Bizos     | Ad Knippels          |
| Van Rensburg     | Reinier Demeijer     |
| Justice          | Romano Haynes        |
| Zindzi           | Noah Blindenburg     |
| Zenani           | Naomi van der Linden |
| James Gregory    | Bart Sietsema        |

### Creatives 2016
- Regie en script: Koen van Dijk
- Muziek: Paul de Munnik
- Arrangeur en muzikaal supervisor: Jeroen Sleyfer
- Choreograaf: Carolien Canters
- Lichtontwerper: Coen van der Hoeven
- Decorontwerper: Eric Goossens
- Kostuumontwerper: Maya Schröder
- Geluidsontwerper: Ray Elderman
- Kinderregisseur/-muzikaalleider: Syd Horster